# 2009-es magyar asztalitenisz-bajnokság
A 2009-es magyar asztalitenisz-bajnokság a kilencvenkettedik magyar bajnokság volt. A bajnokságot március 7. és 8. között rendezték meg Budapesten, a Körcsarnokban.

## Eredmények
| Versenyszám  | Arany                                             | Arany | Ezüst                                                       | Ezüst | Bronz | Bronz |
| ------------ | ------------------------------------------------- | ----- | ----------------------------------------------------------- | ----- | --- | ----- |
| Férfi egyéni | Jakab János Levallois SC                          |       | Zombori Dávid KSV Kapfenberg                                |       | Muskó Péter TTC Sachsen Döbeln Pázsy Ferenc Union Wels                                                                        |       |
| Női egyéni   | Fazekas Mária Budaörsi SC                         |       | Li Bin TuS Bad Driburg                                      |       | Braun Éva BSEPergel Szandra Kecskeméti Spartacus                                                                              |       |
| Férfi páros  | Muskó Péter, Vitsek Iván TTC Sachsen Döbeln       |       | Pázsy Ferenc, Jakab János Union Wels , Levallois SC         |       | Molnár Krisztián, Lindner Ádám Celldömölki VSEZombori Dávid, Nagy Krisztián KSV Kapfenberg , BVSC                             |       |
| Női páros    | Li Bin, Póta Georgina TuS Bad Driburg , 3B Berlin |       | Braun Éva, Iszajeva Anna BSE                                |       | Fazekas Mária, Kertai Rita Budaörs SC, Postás SEKovács Adrienn, Tóth Edina Kecskeméti Spartacus, Statisztika Petőfi SC        |       |
| Vegyes páros | Vitsek Iván, Braun Éva TTC Sachsen Döbeln , BSE   |       | Pázsy Ferenc, Molnár Zita Union Wels , Kecskeméti Spartacus |       | Tófalvi Norbert, Pergel Szandra ESV Weil am Rhein , Kecskeméti SpartacusZombori Dávid, Lovas Petra KSV Kapfenberg , Postás SE |       |